# Canthon rutilans
Canthon rutilans е вид бръмбар от семейство Листороги бръмбари (Scarabaeidae). Видът не е застрашен от изчезване.

## Разпространение
Разпространен е в Аржентина (Мисионес), Бразилия (Мато Гросо до Сул, Парана, Рио Гранди до Сул, Санта Катарина и Сао Пауло) и Уругвай.